# 麓川之役
麓川之役是明朝中央政府於正统年间与云南麓川土司之间发生的战争。麓川平缅宣慰使思任法向邻近土司出兵，意图恢复麓川强盛时期的版图，而此举威胁到了明朝西南边疆的安全，于是战争爆发。
最初，明朝只是调遣云南地方部队进讨麓川，但沐晟、沐昂等人相继战败。于是明廷于正统六年（1440年），派兵部尚书王骥率领明军远征麓川，然而此战明军未能擒获麓川土司思任法，其子思机法又再次作乱。于是王骥又于正统九年（1444年）二征麓川，但仍未擒获思氏父子。正统十四年（1449年），王骥第三次率军征讨，史称三征麓川。
明军最终平定了麓川，巩固了明朝对云南的统治，也使得西南边疆与内地联系更加密切；另一方面，明朝为维持军费开支而加大对中国东南地区的征缴，南方各省又相继爆发起义，使得大量军队被拖入南方战事，北方防御空虚，正统十四年（1449年）土木堡之变明军战败也有部分因素源自麓川之役；明朝在麓川之役中实行“以夷攻夷”的政策，激化了西南地区各土司的矛盾，为之后缅甸东吁王朝趁势而起，万历年间爆发的明缅战争埋下了祸根，《明史》评价麓川之役是“以一隅骚动天下”。

## 背景
麓川是中国元明时期云南西部的一个傣族土司政权，在思可法治下占领了滇西缅北广大傣族地区，势力范围甚至扩展到澜沧江以东。洪武十七年（1384年）归附明朝，明廷置“麓川平缅宣慰司”。随后，麓川与明朝争夺景东、摩沙勒等地，一度爆发战争，虽然明朝取得了胜利，但是明廷深入控制云南边疆的时机尚未成熟，因此并未剿灭麓川。随后，麓川境内因不满君主思伦法丢失领土、主张亲明，出现反叛势力，并于洪武三十年（1397年）公开造反，驱逐了思伦法，是为刀干孟之乱。最终思伦法在明朝的帮助下击败叛军，洪武三十二年（1399年）去世。麓川在经历叛乱后急剧衰弱，明朝实行“析麓川地”政策，借机拆分麓川地域，建立了包括木邦府、孟养府、大侯州、孟琏长官司在内的众多土司政权。
永乐十一年（1413年），思任法继麓川君位，随后几年内数次入贡京师。经过多年休养，宣德三年（1428年），思任法发兵南甸州。此时明朝刚结束对交趾蓝山起义和四川松潘起义用兵，人疲马乏，明宣宗拒绝了沐晟发50,000官军及土兵征讨的提议，只是敕谕思任法，并表示事不得已再调云南官军和木邦土兵进剿。宣德五年（1430年），思任法趁着孟养内乱，出兵占据孟养。明朝并未有实际军事行动，反而在宣德八年（1433年）遣内官云仙到麓川赠予币物、安抚思任法。正统元年（1436年）三月，麓川借口木邦侵扰其地，要求免除欠下的2,500两差发银，明英宗应允。思任法生性狡狯，不按时上缴差发，明廷稍有包容，反而愈发猖獗，开始向四周扩张，以图尽复故地。

## 经过

### 1436年－1441年

#### 思任法扩张

1436年至1438年间麓川扩张方向

1436年至1438年間麓川擴張方向

正统元年（1436年）十一月，思任法侵占孟定与湾甸，掠杀人口、焚毁城寨。正统二年（1437年）十月，南甸土官上奏，称思任法侵占了南甸所辖的罗卜思庄278个村，希望明廷命令麓川退还侵地。正统三年（1438年）六月，云南总兵官沐晟上奏，称思任法数次侵扰南甸、干崖、腾冲、潞江、金齿等地，自行任命了地方头目，反叛意图十分明显，云南已调各卫所马步官军到金齿一线防御，请求朝廷派给大军进讨。明廷派右都督方政、都督佥事张荣前往云南，与镇守云南的右都督沐昂率川、滇兵39,000讨伐思任法，太监吴诚、曹吉祥监军，又遣刑部主事杨宁携金牌、敕谕信符前往麓川招抚，如不服即进军。同年七月，思任法遣使进贡，以图延缓明军的行动，另一方面遣部属万余人夺潞江，杀害明朝地方官军，又在怒江上造船300艘，摆出夺取云龙州的架势。八月，思任法指使部下杀害瓦甸、顺江、江东等地的明军，明英宗怒斥沐晟“玩寇养患”。

#### 沐晟兵败
正统三年（1438年）十一月，沐晟、方政、沐昂率军抵达金齿。思任法派部将缅简在怒江上构筑防御工事阻挡明军渡江。沐晟遣金齿卫指挥车琳前去招降思任法，思任法诈降，沐晟信以为真，无渡江意。刑部主事杨宁谏言，两军尚未交战就称降，必定有诈，但沐晟不信，将杨宁打发去督饷。洪武年间刀干孟之乱，思任法时年幼，随父逃至云南，作为人质寄养在晟府，沐晟把他当作自己的小孩照顾。二人曾有交情，因此沐晟还是希望能够将其招抚。

1439年明军沐晟进攻麓川及撤退方向

1439年明軍進攻麓川及撤退方向

麓川军缅简数次前来挑战，方政希望出战，沐晟不同意；方政要造船增援江西的明军，沐晟还是不同意。而军中有多人赞同渡江进攻，方政遂造船60艘，独率麾下渡江，正统四年（1439年）正月，方政大败麓川军缅简部。缅简率部退入景罕寨，明军指挥唐清、舍人方瑛（方政之子）进击，麓川军溃败，指挥高远追敌至高黎贡山，共斩首麓川军3,000余级。方政乘胜追击，逼近军事重地上江。方政远攻疲劳，因此向沐晟请求增援，沐晟怨其违反节制、擅自渡江，拒绝出兵。方政追敌至空泥，麓川伏兵四起，以象阵冲击明军，明军大败，方政战死。沐晟得知方政大败，借口春季气温即将回暖，瘴疠复发，于是将堆积的粮草焚毁，仓促撤至永昌，并向明廷请求增援，明英宗调湖广官军31,500人、贵州10,000人、四川8,500人，令吴亮、马翔领军奔赴云南，仍由沐晟节制。正统四年（1439年）三月，沐晟回到楚雄峨驿时，收到明英宗遣使责状，要其戴罪立功，然而沐晟畏罪，用冷水就食酥饼，发病卒。

#### 沐昂兵败

1439年明军沐昂进攻麓川及麓川扩张方向

1439年明軍沐昂進攻麓川及麓川擴張方向

思任法击败明军后，东渡怒江，犯景东、掠孟定、杀大侯知州刀奉汉，攻破孟赖诸寨，孟琏长官司等向麓川投降。正统四年（1439年）五月，明朝以沐昂为左都督征南将军，右都督吴亮为副将军，马翔、张荣为左右参将，率军100,000，再次进讨思任法，在金齿逗留数月。由于思任法将兵力分至各处扩张，明军得以渡江，在潞江取得小胜，长驱直入。正统五年（1440年）二月，沐昂率军挺进陇把，张荣兵抵芒市，二地距离麓川都城都很近，此时麓川军截断了明军粮道，张荣令都指挥卢钺发起攻击，被麓川大败，张荣战死，陇把距芒市不远，但沐昂未出兵救援。还师后，明英宗将吴亮、马翔逮捕下狱，记沐昂死罪，留其戴罪立功。七月，思任法纠集万人屯驻孟罗，进占镇沅者章硬寨，杀掠人民、抢夺象马，沐昂率都指挥佥事方瑾、指挥柳英、景东土知府陶瓒破其寨，斩首500余级，思任法退至威远江，又被威远土知州刀盖罕击败。同月，木邦在孟定、孟琏与麓川激战，斩杀麓川酋长20人、斩首30,000余级。

#### 廷议
正统五年（1440年）十月，思任法以象马金银进贡明朝，致书云南总兵官沐昂，辩称事情起因系潞江安抚使线旧法相邀报仇，结果线旧法污蔑麓川入寇，这才导致明麓爆发战争，求赐哀怜、免加诛戮。明英宗最初降诏同意赦免思任法罪责。十一月，沐昂上奏，提出调120,000大军征伐的建议，明英宗令兵部集文武大臣复议。
正统六年（1441年）正月甲寅至戊午，明廷进行了为期五天的廷议。刑部侍郎何文渊首先反对征讨，称麓川“南陲一弹丸之地”、“疆里不过数百，人民不满万馀”，又说“得其地不可居，得其民不可使”，主张“宣扬圣化，使之感虞舜之敷德”，仍然顽固不训，再让云南官军伺机讨伐。随后，兵部尚书兼大理寺卿王骥、英国公张辅与众多公候伯、都督、尚书、侍郎、都御史联合反对何文渊，认为麓川并非文渊所言“南陲一弹丸之地”，思任法的扩张已经威胁到明朝西南边疆安全，木邦、车里、八百、缅甸都在看着，不能让其他土司觉得明朝羸弱，否则边疆危矣，众臣主张大军征讨，并推荐了主将人选若干，明英宗同意了征讨的提议。第二天，明英宗开始派兵命将。第三天，王骥提出了征讨麓川的具体方案。第五天，翰林院侍讲刘球上《谏伐麓川疏》，与何文渊观点相同，主张宣扬教化，并派兵屯垦，且耕且守，还说明朝应将防御重心放在瓦剌而非麓川。兵部称西北边防也是要务，但麓川之征已有成命，不能收回。反对最为激烈的何文渊、刘球都是朝廷内院的文臣，未曾在边疆任职，对西南边疆缺乏认识，并且上疏开篇举唐虞为楷模，动辄主张崇古效祖，过于迂腐和狭隘，其提议仅从朝廷中心观出发，无视国家利益、轻视边疆，因此并未被明英宗采纳。
在众多明清史籍（如《明史》）中，有说法称宦官王振当权，好大喜功，主张大军征讨，希望通过大胜示威荒服，以此提高个人威信、巩固地位，甚至将刘球的谏疏压下不报。还说王骥得知了王振的心思，主动请缨发兵讨伐麓川。据云南大学教授陆韧考察，王振并没有参加正统六年（1441年）正月的征麓川廷议，由于刘球在后来得罪王振，被打入诏狱而死，明清史家仅凭时间的相关性，就认为刘球因反对征讨麓川和得罪当权宦官而获罪，使得史籍记载麓川之征的决定过程掺杂了政治斗争色彩。

### 1441年－1443年

#### 战前准备
正统六年（1441年）正月，明英宗命兵部尚书兼大理寺卿王骥总督军务，定西伯蒋贵佩平蛮将军印、任总兵官，都督同知李安为左副总兵、都督佥事刘聚为右副总兵，都指挥使宫聚为左参将，都指挥佥事冉保为右参将，太监曹吉祥督军，兵部侍郎徐晞督饷，王骥推举太仆寺少卿李蕡、郎中侯琎、杨宁、主事蒋琳等为参谋，发兵征讨麓川。王骥、蒋贵先行前往云南谋定方略，李安、宫聚领川、贵兵，刘聚、冉保领南京、湖广并安庆等卫官兵，共150,000大军开赴云南，军饷调动涉及半个中国。

#### 王骥一征麓川

1441年王骥一征麓川进军方向

1441年王驥一征麓川進軍方向

正统六年（1441年）八月，思任法遣刀令道等12将，率兵30,000、战象80头抵达大侯，准备攻取景东、威远，王骥令侯琎、马让、卢钺率大理诸卫6,000兵将之击退，斩首352级。王骥率军抵金齿，思任法遣人乞降，王骥表面答应受降，实际密派诸将分兵多路进攻。随后镇康陶孟刀门俸投降，王骥令冉保以5,000人进驻镇康。冉保遂从东路攻湾甸，随后进入镇康，直逼孟定；王骥与蒋贵走中路，抵上江；曹吉祥、刘聚、宫聚等自下江、夹象石合攻，走小路抵上江。十一月，王骥、蒋贵以20,000人围攻麓川重镇上江寨，五日仍不克，恰遇大风，遂以火焚之，击破，杀刀放戛父子，刀招汉阖家自焚，生擒刀孟项，斩首麓川军50,000余级。
正统六年（1441年）闰十一月，王骥率军由夹象石渡下江，开通前往高黎贡山的道路，抵达腾冲。随后，留都督李安领兵守腾冲，王骥率军经南甸至罗卜思庄，令指挥江洪等以8,000人为前锋抵达杉木笼。思任法令陶孟靠者罕心率军20,000在杉木笼设置连环七营，据险固守。王骥令宫聚、刘聚分兵，从两侧山脊进攻，不下，王骥遂率中军横击，三路齐进，杀靠者罕心、斩首数百级，麓川军退守都城。随后，明军乘胜攻下戛赖、陇把，抵达马鞍山，这里是麓川的军事重地，麓川布置了三十里的拒马、壕沟等工事，使得大批明军难以进入。王骥命令中军待命，让指挥方瑛率精骑6,000突入马鞍山，击败麓川象阵，斩首数百级。

#### 决战瑞丽江
正统六年（1441年）十二月初，明军抵达麓川都城，这时的麓川都城是广贺罕，位于今瑞丽城东棒蚌村。麓川都城建在山丘上，东南依江壁立，思任法在都城西、北两面三十里内立栅开堑，集结了100,000大军。明军先以3,000人试探进攻，麓川战象出壕沟偷袭，被明军击败。麓川又尝试派兵经永毛摩尼寨至马鞍山，偷袭明军后方，被方瑛率6,000人击败。随后，麓川又出战象80余，冲击明军阵地，再被明军击败。这时，东路军冉保赶到麓川，报告其已汇合木邦土军人马，招降孟通首领刀门颠。元江同知杜凯也报，其率领50,000车里及大侯土兵，招降了孟琏长官司，攻破乌木弄、戛邦等寨，斩首2,390余级。王骥命人守住西峨渡，切断麓川退路，并通知木邦前来麓川策应决战。
明军开始建造攻城器具，为各将安排了攻击方向以图环围齐攻，并派人招降麓川，被拒。随后，总攻开始，蒋贵攻西中门，王骥攻西北门，李信和曹吉祥攻西南门，宫聚攻西南江上二门，萧保、刘聚攻东北门，冉保攻东北出象门，李蕡、侯琎往来督战。明军形成包围之势，攻五日仍不克，又令军士堆放干草等易燃物，遇西风时纵火，烟焰涨天，麓川士兵跳江躲避火攻，淹死众多，城中房屋多被烧毁，麓川大败，80,000余人战死。思任法父子三人携妻孥七人、象马数十，走小路渡瑞丽江，逃往孟养。明军搜获麓川的虎符、金牌、信符、宣慰司印以及麓川抢来的腾冲千户印等32颗各地官印。由于当时明朝在麓川没有任何直属的政治、军事、经济设施，单纯依靠土司管理，对傣族为主的麓川地区没有统治的根基，明军不能常驻，只得撤出。正统七年（1442年）正月十五日，王骥班师回朝。
留守腾冲的左副总兵李安职责是防护潞江粮道，他看到蒋贵大胜，耻于无功，遂率兵追杀高黎贡山的麓川残军，被麓川残部大败，遭斩1,800余级，都指挥赵斌阵亡。

#### 思任法逃亡
思任法逃至孟蒙时，又被木邦陶孟刀垠送袭击，逃往孟广。缅甸宣慰以速剌此时也起兵准备攻打思任法。于是明英宗承诺，木邦和缅甸谁能擒获并献上思任法，就将麓川地与之。
1442年，思任法被缅甸诸侯东敦枝王抓获，不久后又被东敦枝王进献给缅王那腊勃底（卜剌浪）。正统八年（1443年）二月，缅王向明朝报告擒获思任法，缅甸以思任法为要挟，向明朝索求土地。明朝最初同意论功行赏，将靠近缅甸的麓川地划给缅甸，但王骥数次派人到缅甸接收，缅甸又说要明军先将思机法杀死，缅甸才能遣送思任法。

### 1442年－1445年

#### 思机法作乱
正统七年（1442年）六月，思任法之子思机法兄弟三人回到麓川故都者蓝。正统八年（1443年）正月，思机法希望入朝谢罪，先派其弟招赛入贡，明朝将其安置于云南。然而原麓川下属的芒市陶孟刀放革此时倒向明朝，思机法又令孟车攻打刀放革，被明朝官军击败，再次逃往孟养，明廷以此认为思机法乍降乍叛、谲诈难测。正统八年（1443年）五月，由于思机法并不安分，出兵侵扰明军，明廷令王骥总督军务，蒋贵佩平蛮将军印、任总兵官，都督冉保、毛福寿为参将，调云贵川湖官军土兵50,000，再征麓川。并下令如果缅甸一直不肯交出思任法，就让木邦讨伐缅甸，将缅地予有功者。另一方面，明朝实行以夷攻夷政策，要求缅甸发兵一同征讨思机法，并表示事后会将麓川地方划给缅甸管理；又通知木邦宣慰和孟养大小头目，要求他们将军队驻扎在贡章，和官军一起进逼缅甸（威胁其交出思任法）、围剿思机法，战争结束会将打下来的土地交给他们管理。
正统八年（1443年）七月，思机法从孟养回到麓川，向金齿明军送出信件，希望纳款称降。正统八年（1443年）十月，思机法遣头目刀笼肘携其子哀准到金齿告降，王骥表面答应刀笼肘，让其复命思机法，实则为了安抚思机法防止再次逃跑。

#### 王骥二征麓川──明缅对峙

1444年王骥二征麓川进军方向

1444年王驥二征麓川進軍方向

正统八年（1443年）八月，王骥大军在腾冲集结，王骥致书缅甸，要求遣送思任法，缅甸则向王骥索要金币和土地，并要明朝派高官前往缅甸接收，明将郭登主动请缨，前往缅都阿瓦，缅人同意在冬天把思任法带到贡章交付明军。十二月，郭登自缅返回，这时有人嫉妒他的功劳，就商议让其守沙坝。缅甸丞相莽剌扎用楼船载着思任法前往贡章，但到了贡章未见郭登，迟疑不敢交付明朝。王骥认为缅甸在骗明军过江，然后断绝明军退路，指挥李仪夜观天象，荧惑犯舆鬼，认为缅甸可伐。
正统九年（1444年）二月，王骥与蒋贵、沐昂分五路兵前进，缅甸也做好了开战的准备。王骥打算依仗大军击败缅甸，但是看到缅军声势浩大，难以一举击溃，到时候又会多一个和麓川一样的敌人，此时木邦宣慰统兵万余，驻扎蛮江浒，也在窥探明军阵容。王骥于是改口说要犒师，称木邦宣慰“忠义”，赐给牛酒，木邦心生感激，表示誓死效忠；另一方面又令蒋贵派人潜水渡江，焚毁缅军数百战船，大战一昼夜，明军未胜，缅军带着思任法退走。蒋贵之子蒋雄过江追敌，被缅军截断后路，自刎。缅甸要求明朝将麓川划给木邦，将孟养、戛里划给缅甸，还要让明军剿杀思机法以及招散（八百大甸宣慰），才肯交出思任法，如果思机法不死而交出思任法，思机法会来报仇。于是，王骥进攻者蓝，捣思机法老巢，思机法逃走，王骥俘获思机法妻子及部众九十余人、象十一，班师。王骥此役未擒获麓川首领思任法与思机法，战略目的没有达到，却仍向朝廷告捷。
正统九年（1444年）十月，明朝在麓川故地设置陇川宣抚司，以归顺明朝的原麓川头目恭项为宣抚使。正统十年（1445年）七月，思机法派下属刀怕囊抢走了恭项的陇川宣抚使印信，刀怕囊随后被芒市土司剿杀。

#### 移交思任法
正统十年（1445年）七月，缅甸宣慰以速剌通知沐昂，表示会在十月末将思任法送至贡章交给明朝，要求将木邦所辖的眇顙划给缅甸管理。木邦同意将眇顙划给缅甸，用以交换思任法。部分明朝文献则称是云南巡抚杨宁将孟养地许诺给缅甸，随后缅甸同意交出思任法，由于思氏占据孟养，缅甸未能实际获得。另据缅甸正史《琉璃宫史》记载，缅王那腊勃底（以速剌）要中国军队帮助攻打占据央米丁造反的缅甸高官明艾觉廷，明朝派四名大臣和10,000骑兵不战而降央米丁，明军回到阿瓦，多岸发（思任法）服毒自杀，缅王将多岸发尸体交给中国军队带回。不过该说并未见于明朝史籍，思任法也不是服毒自尽（见下）。
正统十年（1445年）十二月，云南总兵官沐斌遣千户王政前往缅甸接收，恰逢日食之日，天色昏暗，巫师预言“天兵至矣”，以速剌畏惧，不敢再作要挟，将思任法及妻孥共32人交给王政。思任法在路上绝食，即死，王政将其斩首，首级送往京师。随后，缅甸宣慰以速剌奏求孟养、戛里地，并请明朝派军剿灭思机法，明英宗则要缅甸自己攻打、剿灭思机法，然后才能获得其控制的地区。木邦宣慰罕盖法求领麓川故地，明廷以已设陇川宣抚司为由拒绝，而将孟止划给木邦。

### 1447年－1449年

#### 思机法乞降
思机法逃至孟养，开始发展自己的势力。此后数次向明廷乞降，遣头目刀孟永入贡，用凄惨的措辞讲述自己已经“无地逃死”，只求“乞贷余生”。明英宗下令接受思机法入贡，宽恕其不死。但王振却心感不满，要求思机法亲自进京谢罪。
正统十二年（1447年）四月，黔国公沐斌上奏，称他派遣千户明庸携诏书招谕思机法，许以升赏，思机法以其弟招赛未归为由，不敢前往明朝。明朝原将思机法之弟招赛安置于云南，正统十二年（1447年）五月，因其亲信孟车曾参与叛乱、攻打芒市刀放革，不知其是否会作乱，就命招赛入京，授为头目，赐给月粮、房屋，隶属锦衣卫系统，另一方面也希望以此招徕思机法。思机法在孟养并不安分，掠夺缅甸的牛马金银，缅甸准备攻打思机法。明廷又命令孟养擒捕思机法，孟养酋长拒不听令，王振大怒，决定诛灭思氏。
沐斌建议通知缅甸与木邦各宣慰司，召集土兵，一同渡金沙江讨伐思机法，自己则率万余人驻腾冲协助进攻。明英宗同意了沐斌的提议。正统十三年（1448年）二月，沐斌抵达腾冲，督诸路土兵追捕，思机法受孟养地方头目刀变蛮支持，避而不战，缅甸、木邦军也不肯渡江进攻。随后，沐斌以春季气温回暖、瘴气弥漫，江水上涨难以横渡为由，加之官军粮草不济，于是退兵。

#### 王骥三征麓川
沐斌出师无功，正统十三年（1448年）三月，明英宗又命兵部尚书、靖远伯王骥总督兵务，都督同知宫聚佩平蛮将军印、任总兵官，都督佥事张軏为左副总兵，田礼为右副总兵，方瑛为左参将，贵州都指挥同知张锐为右参将，户部右侍郎焦宏督饷，率南直隶及云贵川湖官军、土军130,000人，三征麓川。明英宗秘密嘱咐王骥，如果思机法再次远逃，就将刀变蛮擒住，荡平其巢穴，思机法如果逃入缅甸，缅人转而庇护思机法，那就伺机擒捕，要让蛮众畏惧，才不枉大军劳师远征。明英宗又敕谕木邦、缅甸、南甸、干崖、陇川等土司，要求整备兵船、准备粮草，等待调度。

1449年王骥三征麓川进军方向

1449年王驥三征麓川進軍方向

正统十四年（1449年）二月，王骥率军自腾冲整肃师旅，在干崖造船，乘船顺大盈江抵南牙山，弃舟陆行，在沙坝又造船航行至金沙江达岭和哈罕渡口。思机法在江西岸设置了拒马等工事固守。明军顺流下至管屯，恰遇缅甸与木邦各领兵十余万列于江岸，缅甸准备了200艘船连成浮桥供大军通行，联军合力攻破麓川栅寨，缴获稻谷40余万石。思机法将军队布置在鬼哭山、芒崖山，于两峰上筑大寨，筑二寨为两翼，又筑七小寨，连绵百余里。明军兵分夹攻，先破左寨，随后乘着南风纵火，各寨俱破，思机法及其弟思卜法逃走，贵州都指挥使洛宣、九谿卫指挥使翟亨战死。明军越过孟养，追至孟那，沿途各部落为之震动。
随后，麓川部众拥立思任法幼子思禄为首领，据孟养为乱。明军此时疲惫不堪，而麓川难以彻底剿灭，于是王骥与思禄约定，同意许给土目官职管理各部落土人，令其世居孟养，在金沙江边立石为界，誓曰“石烂江枯，尔乃得渡”。思禄听命，王骥班师。王骥未能擒住思机法，于是将孟养许诺给缅甸管理，要求缅甸擒捕思机法。

### 后续事件
景泰元年（1450年），云南总兵官沐璘上奏，称缅甸已擒获思机法，又将思卜法放回孟养。同年，木邦再求领陇川宣抚司所辖者蓝、景线（麓川故地），明朝改以底麻与之。景泰二年（1451年），思卜法遣使入贡，求管孟养地，明廷以孟养地已许给缅甸为由拒绝，但缅族为主的缅甸在傣族为主的孟养没有势力，因此思卜法仍占据孟养，缅甸未能实际控制，思卜法及其子思洪法此后均以“孟养”名号入贡明朝，俨然成为孟养之主。
景泰五年（1454年），缅甸向明朝索要许诺的孟养地，左参将胡志以银戛等处地方与之，于是缅人将思机法及妻孥六人送至金沙江村，胡志交接后押送京师，思机法在京伏诛。同年，明代宗宣布思卜法有悔过之意，不再征讨思氏。景泰七年（1457年），思卜法上奏，称“不敢如父兄所为”，希望遣使进贡，明代宗赐敕戒谕，并赠给礼物若干。成化元年（1465年），云南总兵官沐瓒将思任法之孙思命法送至京师，明廷将其安置在登州卫，每月给米二石，《明史》将此作为麓川灭亡的标志。
孟养思氏后裔对缅甸移交思任法一事怀恨在心，嘉靖初年，思禄之子思伦联合木邦、孟密南下攻缅，击杀缅甸宣慰莽纪岁，占领缅地，缅甸阿瓦王朝亡国，思伦立莽卜信守阿瓦，随后返回孟养。嘉靖七年（1528年），明朝方派遣永昌知府严时泰、金齿卫指挥王训前往阿瓦调查、晓以利害，诸夷不听。由于滇东发生安凤之乱，明朝无暇顾及缅甸，最后不了了之。
思伦灭阿瓦时，莽纪岁之子莽瑞体逃至东南方的洞吾（东吁），东山再起建起东吁王朝。万历年间，东吁王朝数次入侵滇西各土司，爆发明缅战争，明朝为了让孟养思氏能够听从节制，在万历十三年（1585年）设置“孟养长官司”。但思氏也未能抵抗日渐强大的东吁王朝，终在万历三十二年（1604年），缅军攻入孟养，思轰战死，麓川－孟养思氏政权灭亡。

## 影响
从明朝整体视角来看，平定麓川维护了明朝对云南的统治，有利于国家的统一。麓川之役后，明朝也留下了部分军队作为军事移民屯戍云南，有学者认为人数达120,000，不过实际只有10,000官军留下，与原腾冲千户所官军一起组建腾冲卫，并修筑了腾冲城。麓川之役前，西南边疆地区几乎没有汉人，平定麓川后西南边疆与中国内地联系更加密切，开始有汉人移居边疆，也促进了这些地区的开发。
明军每次征讨都要求云南地方供给，王骥行军又“全无纪律”，甚至借助战事横征暴敛，对地方经济造成伤害。明英宗时期，明朝的军屯崩坏，军士大量逃亡，此时又发大军征讨，导致“府库为竭”，国力大为削弱。为维持军费开支，明朝加大了对东南地区的征缴，麓川未平又有福建邓茂七、浙江叶宗留、广东黄萧养起义。三征麓川调动大批云贵官军，导致“云、贵军民疲敝，苗乘机煽动”，正统十四年（1449年）王骥班师时，在贵州境内遇到苗民起义，宫聚战死。明朝花了两年时间才将南方各省起义压下。明朝实行以夷攻夷政策处理边疆土司问题，利用缅甸、木邦、孟养等土司，还许以分地之事，助长了云南各土司的矛盾，此后云南各土司之间攻伐不已，为东吁王朝趁势而起、万历年间的明缅战争埋下祸根。思氏后裔退至孟养，在景泰、天顺年间多次朝贡，明廷一直不纳，孟养也长期陷于混乱与纷争中，明廷终在万历年间授予孟养官职，但为时已晚，使得这一大片土地沦为异域。
麓川之役后不久，正统十四年（1449年）八月，明英宗御驾亲征瓦剌，明军大败，英宗被俘，史称土木之变，时人将土木之败原因归咎于麓川之役。由于麓川之役及南方各省起义，大量军队被拖入南方战事，北方的防御力量大为削弱，土木之败也有部分麓川之役的原因。

## 评论
明清时期，世人对王骥三征麓川褒贬不一，大多表示反对、控诉王振擅政，“三征麓川”几乎成了明代宦官专权的典型反面教材。由于宦官王振当权，王骥出征被认为是“党振邀功”，《明史》评价麓川“以一隅骚动天下”，麓川之役则“老师费财”。此外，《明史》还记载了会川卫训导詹英弹劾王骥的内容，称其“师行无纪”、“彷徨不敢渡，既渡不敢攻，攻而失都指挥洛宣、翟亨等”，又“以地分木邦、缅甸，掩败为功”，与李宓战败、杨国忠（暗讽王振）闻捷无异。高岱认为，麓川之役是小题大做，本来用云南官军就可制衡，却举国之力发大军征讨，导致西北防御空虚，称麓川之役“穷疥癣之爬搔，耗腹心之元气”。王赓武在《剑桥中国史》说，明朝的敌人是北方的瓦剌，安抚麓川才是正确的选择，即使迫不得已也不应该把战争当做解决西南问题的手段，明朝还未从交趾蓝山起义中恢复过来，就发起了劳民伤财和不必要的麓川之役。云南大学教授陆韧认为，“《明史》对麓川问题记载失误和歪曲达到了顶点，影响很坏”，清朝史家带有严重的朝政中心论特征，片面引用史料，缺乏应有的边疆观和疆域主权意识，造成许多清朝、甚至现代学者对麓川之役的评论“泛朝政化”，以朝廷政治斗争的视角考量边疆问题。
也有部分学者赞许讨伐麓川，如谷应泰称王骥、蒋贵开疆拓土“勋著燕然，功高铜柱，岂仅唐蒙夜郎，相如卭笮者乎？”同时指责世人评判武将不应太苛求，对史籍记载麓川之役劳民伤财、王骥加冠僭越忿不平。王世贞认为，明朝罢征交趾才导致麓川桀骜不驯，如不讨伐诛灭麓川，大土司不断蚕食小土司，到时中国西南边疆不保。张志淳也认为，王振虽作恶多端，但是主张征讨麓川却是正确的决定，否则西南边疆将会烽烟四起，“不知群夷变乱几番矣”。
还有学者认为麓川应该征讨，但不应一而再、再而三的发兵讨伐。如谈迁称，第一次征讨麓川很有必要；思机法逃至孟养后，用云南官军制衡即可，第三次征讨完全是王振祸乱朝纲、王骥附和权贵，最终“惫西南之民力，亵九庙之神威”。马来西亚史学家刘奋明认为，明朝可以选择在1441年击败麓川后停手，却为了抓获思任法和思机法又两次发兵征讨，明朝官员（指王骥、王振等人）只顾自己的个人利益和在各土司中的“面子”，无视北方国防。

## 轶事
王骥第一次征讨麓川时，曾请佛道高人诅咒麓川首领，如巫师徐节仙用黑犬等物，行符术咒思任法，有见识的人都取笑这种做法。又有大理府阿吒力僧何清，设坛施法，将思任法、刀招汉父子扎成草人，书有几人姓名，上枷镣，并用刀箭砍射驱魂，后随大军过江参战，持幡施法，呼风止雨协助火攻。
据傣文史籍《麓川思氏谱牒》记载，王骥第二次征讨麓川，在者蓝围攻思机法。这时瑞丽江上有人用木筏载羊群渡江，木筏被水冲翻，羊群落入水中，守城的麓川军看到，大喊“羊在江中叫啦”，众兵误听成“汉人在的多啊”（傣语两音相近），于是造成混乱，麓川军弃城而走。
王骥三征麓川，与思禄在金沙江边立石为界，是为《王骥誓江碑》，位置在距今密支那二十里的伊洛瓦底江边，清朝光绪二十六年（1900年）被英国人所毁。云南回变前，腾越曾留有拓片，高七尺、宽四尺。
麓川之役后，明军主将王骥在今中缅边境地区的傈僳族、景颇族中逐渐神化，到民国初年，已与诸葛亮并列神界。傈僳族相信王骥死后，阴魂上天化作“白马将军”，因此在每年二月初八刀杆节中举行“下火海上刀山”的仪式祭祀王骥。大理白族自治州云龙县的白族将王骥奉为云龙全境的本主，是经济复兴之神，封号“三崇建国鸡足佑民皇帝”，职能是发展盐业并消除疾病。因云龙地区产盐，思任法扩张使得云龙盐销路受阻，王骥平定麓川后云龙萧条的盐业又得到振兴。云龙白族在各盐井建起三崇庙，驮盐马帮出行、归来都要到三崇庙献祭。每年农历七月初十举行三崇本主王骥的圣诞庙会，当地人前往三崇庙为王骥祝寿。

## 引用
1. ↑  明史·卷三百十三·云南土司传一，8081页，蒙化条："既，左伽从征麓川，战于大侯，功第一，进秩临安知府，掌州事。"
2. ↑  明史·卷三百十四·云南土司传二，8099页，丽江条："正统五年，赐知府木森诰命，加授大中大夫资治少尹，以征麓川功也。"
3. ↑  明英宗实录·八一卷，1626页，正统六年七月甲寅条："加云南顺宁府土官知府猛盖勋阶为太中大夫资治尹赐诰命及金带彩币以褒之其千夫长阿都思等三十人各升赏有差以讨麓川叛寇功也"
4. ↑  方国瑜（1987），860页
5. ↑  毕奥南（2005），106页
6. ↑  尤中（1987），59页
7. ↑  刀保尧（2005），111页
8. ↑  明太祖实录·二五五卷，3679页，洪武三十年九月戊辰条："麓川平缅宣慰使司刀干孟叛逐其宣慰使思伦发"
9. ↑  明史·卷三百十四·云南土司传二，8114页，麓川平缅条："又命都督何福往讨，未几，擒干孟归，伦发始还平缅，逾年卒。"
10. ↑  李正亭（2008），125页
11. ↑  明史·卷三百十四·云南土司传二，8114页，麓川平缅条："十一年，行发请以其弟思任发代职，从之。"
12. ↑  百川（1986），57页
13. ↑  明史·卷三百十四·云南土司传二，8115页，麓川平缅条："三年，云南三司奏，麓川宣慰使思任发夺南甸州地，请发兵问罪。"
14. ↑  明史·卷三百十四·云南土司传二，8115页，麓川平缅条："敕任发保境安民，不得侵邻疆，陷恶逆，以滋罪咎。晟以任发侵夺南甸、腾冲之罪不可宥，请发官军五万及诸土兵讨之。帝以交址、四川方用兵，民劳未息，宜再行招谕。不得已，其调云南土官军及木邦宣慰诸蛮兵剿之。"
15. ↑  明史·卷三百十五·云南土司传三，8151页，孟养条："宣德五年，刀玉宾奏：“伯父刀木旦被杀，蒙朝廷遣官访玉宾，授同知，又阻于缅难，寄居金齿者二十余年。今孟养地又为麓川宣慰思任发所据，乞遣兵送归本土。”"
16. ↑  明史·卷三百十四·云南土司传二，8115页，麓川平缅条："八年遣内官云仙赍敕至麓川，赐思任发币物，谕其勿与木邦争地抗杀。"
17. ↑  明史·卷三百十四·云南土司传二，8115页，麓川平缅条："正统元年，免麓川平缅军民宣慰司所欠差发银二千五百两。以任发奏其地为木邦所侵，百姓希少，无从办纳。部执不可，帝特蠲之。"
18. ↑  明史·卷三百十四·云南土司传二，8116页，麓川平缅条："次子任发袭为麓川宣慰，狡狯愈于父兄，差发金银，不以时纳，朝廷稍优容之。会缅甸之危，任发侵有其地，遂欲尽复其故地，称兵扰边，侵孟定府及湾甸等州，杀掠人民。"
19. ↑  明英宗实录·二四卷，477页，正统元年十一月甲辰条："至是云南总兵官黔国公沐晟奏思任发侵占孟定府及湾甸等州杀掠人民焚毁甸寨事下行在兵部请令晟等计议抚捕何者为便从之"
20. 1 2 3  龚荫（1988），169页
21. ↑  明英宗实录·三五卷，683页，正统二年十月辛未条："云南南甸州土官知州刀贡罕等奏麓川宣慰思任发侵夺其所辖罗卜思庄等处二百七十八村乞朝廷遣官赍金牌信符谕之俾退还所侵地 上敕云南总兵官黔国公沐晟俾其从宜处置仍具以闻"
22. ↑  明英宗实录·四三卷，832页，正统三年六月己未条："云南总兵官黔国公沐晟等奏麓川宣慰思任发累侵南甸干崖腾冲潞江金齿等处"
23. ↑  明史·卷三百十四·云南土司传二，8116页，麓川平缅条："思任发连年累侵孟定、南甸、干崖、腾冲、潞江、金齿等处，自立头目刀珍罕、土官早亨等相助为暴，叛形已著。近又侵及金齿，势甚猖獗。已遣诸卫马步官军至金齿守御，乞调大兵进讨。"
24. ↑  明史纪事本末·卷三十·麓川之役，454页："四年春正月，命镇守云南黔国公沐晟、左都督方政、右都督沐昻率师讨思任发，太监吴诚、曹吉祥监军。"
25. ↑  滇云历年传·卷六，292-293页："时，思任势甚猖獗，欲侵金齿。云南镇守三司奏调川、贵官军，令都督沐昂统往腾冲，相机剿捕。命调四川官军九千、云南官军三万，遣右都督布政署都督佥事张荣等率师讨之。悉听晟、昂节制。仍遣刑部主事杨宁赉金牌敕谕信符，往麓川招谕，如其不服，然后进兵。"
26. ↑  明英宗实录·四三卷，858页，正统三年七月庚子条："兵部奏麓川宣慰思任发先遣陶孟刀派本以金银器皿象马来贡又遣其部属万馀夺占潞江等处地方杀死官军其实假以进贡为由阳为顺服意在延缓我师"
27. ↑  明英宗实录·四四卷，862页，正统三年七月丁未条："云南总兵官黔国公沐晟奏麓川贼思任发沿江造船三百艘欲取云龙州等处"
28. ↑  明英宗实录·四五卷，875页，正统三年八月乙丑条："云南总兵官黔国公沐晟奏麓川贼思任发遣部属杀瓦甸顺江江东等处军馀殆尽 上敕晟等曰朕以贼势日甚累敕尔等筹画剿捕乃玩寇养患至于如此"
29. 1 2 3  明英宗实录·五一卷，982页，正统四年二月癸亥条："云南总兵官黔国公沐晟奏奉敕征剿麓川叛寇思任发正统三年十一月间臣会同都督沐昂方政等统兵至金齿司驻札累遣指挥车琳等往潞江招抚贼沿江立栅拒守政等造舟六十艘渡江攻之大败贼众追至潞江安抚司贼遁入景罕寨指挥唐清舍人方瑛等进击贼溃散指挥高远等复追抵高黎共山下击败之共斩首三千馀级"
30. ↑  明史纪事本末·卷三十·麓川之役，454页："兵至金齿，思任发遣其将缅简断江立栅而守，师不得渡。"
31. ↑  明史纪事本末·卷三十·麓川之役，454页："至是晟遣指挥车琳等谕之降，思任佯许诺，晟信之，无渡江意。"
32. ↑  明史纪事本末·卷三十·麓川之役，454页："刑部主事杨宁曰：“不可。兵未加，称降，此诈也。惧有后悔。”晟不从，檄宁督饷金齿。"
33. ↑  滇史·卷十一，308页："洪武时，思任随父北奔，尝质晟府，晟儿子畜之；故兵发，先遣使谕降，思任阳许诺，以故晟无渡江意。"
34. ↑  南园漫录·卷二，71页，麓夷条："师至潞江，晟以思任幼尝育子于家，决意招之。"
35. ↑  明史·卷三百十四·云南土司传二，8116页，麓川平缅条："政亦至军，欲出战，晟不可。政造舟欲济师，晟又不许。"
36. ↑  明史纪事本末·卷三十·麓川之役，454页："贼将缅简数挑战，政怒，造舟六十艘，欲渡江。"
37. ↑  南园漫录·卷二，71页，麓夷条："兵驻久，运饷石费三两，军多是政。"
38. ↑  明英宗实录·五一卷，985页，正统四年二月辛未条："云南总兵官黔国公沐晟奏臣会同都督沐昂方政等统兵征剿麓川正月三日政进攻旧大寨破之追至空泥贼出象阵邀击我军败绩遂失政"
39. ↑  明史·卷三百十四·云南土司传二，8116页，麓川平缅条："政不胜愤，乃独率麾下与贼将缅简战，破贼旧大寨。"
40. ↑  嘉庆重修一统志，永昌府，第11册606页："景罕寨在潞江司西南境明洪武末平缅诸蛮刁幹孟叛何福讨破之……又正统三年方攻破麓川贼于潞江西岸贼走景罕寨官军复败之"
41. ↑  龚荫（1988），168页
42. ↑  明史·卷三百十四·云南土司传二，8116页，麓川平缅条："乘胜深入，逼任发上江。上江，贼重地也。"
43. ↑  明史·卷三百十四·云南土司传二，8116页，麓川平缅条："政远攻疲甚，求援于晟，晟怒其违节制渡江，不遣。"
44. ↑  明史纪事本末·卷三十·麓川之役，454页："政渡江追至空泥，知晟不力援己，贼伏兵四起，出象阵冲击，乃遣其子瑛还曰：“若急归，吾死分也。”遂策马突阵死，军歼焉。"
45. ↑  明史·卷三百十四·云南土司传二，8116页，麓川平缅条："晟闻败，乃请益军。帝遣使者责状，仍调湖广官军三万一千五百人、贵州一万人、四川八千五百人，令吴亮、马翔统之，至云南，听晟节制，仍敕晟豫筹粮糒。"
46. ↑  明史纪事本末·卷三十·麓川之役，454页："晟闻败，适春暮，虑瘴发，遂焚江上积聚，仓卒奔还永昌。"
47. ↑  方国瑜（1987），1155页
48. ↑  明史纪事本末·卷三十·麓川之役，454页："至楚雄，上遣使者责状，仍以四万五千人助之。晟惧罪，暴卒。"
49. ↑  国榷·二十四卷，1568页，己未正统四年三月丁卯条："云南总兵官征南将军太傅黔国公沐晟卒于楚雄峨𡸮驿。自方政败绩，上责状，晟知不免，仰药卒。"
50. ↑  蛮司合志·卷九，152页："晟自知不免，以冷水搅酥饼啖之，发疾卒。"
51. ↑  嘉庆重修一统志，永昌府，第11册606页："孟赖寨在孟定土府东南明正统二年麓川思任发叛犯景动孟定破孟赖寨寨乃孟定之别部也"
52. ↑  明史·卷三百十四·云南土司传二，8117页，麓川平缅条："时任发兵愈横，犯景东，剽孟定，杀大侯知州刀奉汉等千余人，破孟赖诸寨，孟琏长官司诸处皆降之。"
53. ↑  明英宗实录·六七卷，1291页，正统五年五月丙辰条："朕以尔筹之必熟处之必当故命充总兵统众十万冀能成功岂意尔怯懦无为行师失律"
54. 1 2 3  明英宗实录·六七卷，1288页，正统五年五月癸丑条："先是云南总兵官左都督沐昂副总兵右都督吴亮左参将都督佥事马翔右参将都督佥事张荣太监吴诚吉祥奉诏徵麓川贼思任发至金齿逗遛不进昂等令荣率军先至芒部等处出哨贼窥伺至营荣但令都指挥卢钺与之敌致贼杀败官军荣悉弃符验军器以遁昂等相距甚迩弗为策应事闻六科十三道交章劾之 上命记昂死罪降都督同知亮等械至京究治至是三法司会群臣鞫实议亮等应斩 上命固禁之"
55. ↑  明史纪事本末·卷三十·麓川之役，454页："五月，以沐昻为左都督征南将军，右都督吴亮为副将军，马翔、张荣为左右参将，进讨思任发。昻上潞江之捷，升赏有差。"
56. ↑  江应樑（1983），253页
57. ↑  方国瑜（1987），1218页
58. ↑  蛮司合志·卷九，152页："昂抵陇把，以粮乏，引归，丧其参将张荣于芒部。"
59. ↑  明通鉴·纪二十二，660页："五月，沐昂讨麓川，抵金齿，畏贼盛，不敢进。参将张荣前驱至芒市，为贼所败。"
60. ↑  明史纪事本末·卷三十·麓川之役，455页："五年春二月，沐昻讨麓川，军抵陇把，去贼巢甚近，右参将都督佥事张荣先令都指挥卢钺击贼，大败。荣弃符验军器遁，昻等不能救。"
61. ↑  明史纪事本末·卷三十·麓川之役，455页："师还，敕责沐昻等，留昻镇守，右都督吴亮、左参将马翔俱逮下理。"
62. ↑  嘉庆重修一统志，永昌府，第11册606页："孟缠甸在孟定土府东北一作孟罗明正统五年思任发自麓川屯孟罗进据镇元府之者章硬寨为沐晟所败"
63. ↑  读史方舆纪要·卷一百十六，镇沅府，5150页：者章硬寨，在府西南。正统五年麓川叛酋思任发屯孟罗，大掠，据者章硬寨，沐昂督兵进克之，贼宵遁威远州。
64. ↑  明英宗实录·六九卷，1336页，正统五年七月丁未条："云南总兵官都督同知沐昂奏麓川贼思任发紏百夷数万众屯孟罗杀掳人民抢掠象马据者章硬寨与官军抗敌臣等督署都指挥佥事方瑾及指挥柳英土官知府陶瓒等率军进讨破其寨斩首五百级馀贼宵溃而威远州土官知州刀盖罕亦败贼于威江"
65. ↑  嘉庆重修一统志·卷四八六，普洱府，第11册592页："谷宝江在威远西北明统志谷宝江自遮遇甸流入土州境下流合澜沧江正统五年麓川叛酋思任发遁入威远州土知州刁盖扼之于威远江败之"
66. ↑  读史方舆纪要·卷一百十九，威远御夷州，5223页："谷宝江，在州境。自遮遇甸流至州，下流合澜沧江，亦谓之威远江。正统五年麓川叛酋思任发自镇沅之者章硬寨败遁威远州，知州刁盖扼之于威远江，败之，即此。"
67. ↑  明史·卷三百十四·云南土司传二，8145页，木邦条："五年，总兵官沐昂遣人间道达木邦，得报，知宣慰祖母美罕板、其孙宣慰罕盖法与麓川战于孟定、孟琏地，杀部长二十人，斩首三万余级，获马象器械甚众。"
68. ↑  明英宗实录·七二卷，1396页，正统五年十月癸未条："行在兵部言麓川叛寇思任发致番书于云南总兵官处谓始固潞江安抚司线旧法邀己以报讐其后线旧法乃诬己为入寇致是大军压境不胜恐惧今欲遣使谢罪乞为使人导去并代奏于朝求赐哀怜免加诛戮"
69. ↑  明英宗实录·七二卷，1400页，正统五年十月辛卯条："赐云南麓川宣慰使司宣慰使思任发及大小头目人等敕曰……朕观尔所言恳切似有悔过之意乃复遣敕悉宥尔罪尔果能改过自新为一方之人造福即归所侵掠或亲身或遣子侄及亲信头目赴京朝贡则朝廷待尔恩悉如旧而尔子孙并一方之众皆得永享太平之福矣"
70. ↑  明英宗实录·七三卷，1426页，正统五年十一月丁卯条："至是昂等言麓川地方险远夷情谲诈必欲攻取非十二万人不可……章下行在兵部集文武大臣议"
71. ↑  陆韧（2010），4页
72. ↑  明英宗实录·七五卷，1459-1460页，正统六年正月甲寅条："行在刑部右侍郎何文渊言唐虞之时有苗弗率帝舜命禹徂征三旬苖民逆命帝乃诞敷文德舞干羽于两阶七旬有苗格然彼不臣服于大禹徂征之时而来格于帝德诞敷之日此其慕义之心终不可得而泯灭也今麓川叛寇思任发逞凶造祸反道败德廷臣合辞请兵征讨臣窃以为麓川之在南陲一弹丸之地而已疆里不过数百人民不满万馀以大军临之同往无不克然得其地不可居得其民不可使何若宽其斧钺之诛兴我羽旄之舞命云南总兵官都督沐昂量调官军同佥都御史丁璇于金齿操备且耕且守仍令云南都布按三司各委堂上官一员躬诣彼处宣扬圣化使之感虞舜之敷德同有苗之格心计不劳征伐而稽首来王矣如是而更冥顽弗率然后命昂等调发官军相机剿绝岂徒王法之所不容而亦神人之所共怒也"
73. ↑  明英宗实录·七五卷，1460页，正统六年正月甲寅条："事下行在兵部尚书兼大理寺卿王骥等会同公候伯都督尚书侍郎都御史等官太师英国公张辅等议文渊所言与今日事势似有不同盖唐虞之时去古未远其地不过九州要荒之外止于覊縻而已然苗民来格犹不免有三危之窜今我国家混一四海华夏蛮貊罔不率俾思任发自父祖以来荷国厚恩授职宣慰殆今六十馀年乃敢纠集丑类屡抗王师虽蒙贷罪貤恩彼却怙终稔恶释此不诛诚恐木邦车里八百缅甸等处觇视窥觎不惟示弱外邦抑且贻患边境乞于先选定西伯蒋贵都督李安并今选都督刘聚都指挥宫聚冉保内命三员为总兵官及左右副将其副将二员分统南京湖广贵州四川等处官军土军人等教习训练仍命户部左侍郎徐晞往来巡督兵行之日与先差佥都御史丁璇协同馈饷然犹先遣彼处通晓夷语头目人等谕以祸福晓以顺逆贼若革心或诣军门输款或遣子侄来贡复还所掠取自……上从其议"
74. 1 2  明英宗实录·七五卷，1463页，正统六年正月乙卯条："命定西伯蒋贵佩平蛮将军印充总兵官都督同知李安充左副总兵都督佥事刘聚充右副总兵都指挥使宫聚充左参将都指挥佥事冉保充右参将行在兵部尚书兼大理寺卿王骥总督军务统率大军征讨麓川叛寇思任发"
75. ↑  明英宗实录·七五卷，1465页，正统六年正月丙辰条："行在兵部尚书兼大理寺卿王骥奏陈征剿麓川事宜"
76. ↑  明英宗实录·七五卷，1467-1469页，正统六年正月戊午条："行在翰林院侍讲刘球言帝王之驭夷狄必宽宥于其小而谨防于其大所以适缓急之宜为天下久安计也故周伐崇不克即退修德教以待其降至于猃狁则命南仲城朔方以备之汉征南越不利即为罢兵赐书以通好……今麓川残寇思任发……皇上念此小夷僻居南徼灭之不为武释之不为怯特降玺书原其罪恶使得自新是即周汉修教赐书之意也……王师不可轻出夷性不可驺驯地险不可用众客兵不可久淹是皆兵法所忌也……臣窃以为宜防其患如周汉之于猃狁匈奴也伏望……量调见操官军分屯于金齿等处要害之地如赵充国屯田湟中以降叛羌故事且耕且练广其储蓄习其水土固结木邦诸夷以为我援……至于西北边境及今无事宜敕诸将及参赞文臣巡视塞垣当筑者筑之沟涧当浚者浚之城堡烽𪹍当增修者皆增修之仍勤训练广储蓄利器械严守望凡备边之事悉令修举以防不虞是诚国家万万年太平之计也"
77. ↑  明英宗实录·七五卷，1469-1470页，正统六年正月戊午条："章下行在兵部覆奏以为麓川之徵已有成命难允所言其言西北边境所宜慎固封守防患未然实国家要务乞敕镇守大同宣府辽东宁夏甘肃等处总兵等官各将所部军马整搠训练毋致怠忽失误事机 上从之"
78. ↑  陆韧（2010），5页
79. ↑  万揆一（1985），70页
80. ↑  明史纪事本末·卷三十·麓川之役，456页："侍读刘球上疏言：“麓川荒远偏隅，即叛服不足为中国轻重。而脱欢、也先并吞诸部，侵扰边境，议者释豺狼攻犬豕，舍门庭之近，图边徼之远，非计之得也。请罢麓川兵，专备西北。”不报。盖王振专政，欲示威荒服也。"
81. ↑  明史·卷一百七十一·列传第五十九，4556页，王骥传："中官王振方用事，喜功名，以骥可属，思大举。骥亦欲自效。"
82. ↑  明通鉴·纪二十二，662页："麓川思任发请罪，廷议罢兵。而王振欲示威荒服，先已召还甘肃总兵官蒋贵等使待命，兵部尚书王骥揣知振意，力主用兵，振大悦，逐绌廷议。于是麓川之役起。"
83. ↑  陆韧（2010），6页
84. ↑  明史纪事本末·卷三十·麓川之役，455-456页："六年春正月，命定西伯蒋贵为征蛮将军，总兵讨麓川思任发，以太监曹吉祥监督军务，兵部尚书王骥提督军务，侍郎徐晞督军饷。……骥荐太仆寺少卿李蕡、郎中侯琎、杨宁，主事蒋琳等为参谋。"
85. ↑  明史纪事本末·卷三十·麓川之役，455页："遂命贵、骥先赴云南，复以副总兵李安、参将宫聚领川、贵兵，副总兵刘聚、参将冉保领南京、湖广兵，大发兵十五万，转饷半天下。"
86. ↑  明英宗实录·七五卷，1463页，正统六年正月乙卯条："蒋贵王骥先往云南会计军饷相度方略李安宫聚统领四川贵州官军刘聚冉保统领南京湖广并安庆等卫官军以俟调用仍各以制敕授之"
87. ↑  明英宗实录·八二卷，1653页，正统六年八月辛卯条："行在兵部郎中侯璡奏麓川叛寇思任发令贼首刀令道等十二人贼徒三万馀象八十只到大候州欲往景东威远等处攻劫臣督同都指挥马让卢钺等率领官军迎敌铳矢俱发一鼓而贼众大败斩首三百五十二级获贼帐房旗鼓铳炮盔甲等物"
88. ↑  滇云历年传·卷七，301页："时，贼围大侯州甚急。众谓瘴月不宜进兵，骥不听。乃命都指挥马让率大理诸卫六千赴援，以兵部郎中侯琎督战，破之，斩首数百，获其象马。"
89. ↑  明史·卷三百十四·云南土司传二，8117页，麓川平缅条："而骥将抵金齿，任发遣人乞降，骥受之，密令诸将分道入。"
90. ↑  明史纪事本末·卷三十·麓川之役，456页："镇康守陶孟、刁门俸乞降，令右参将冉保以五千人入据之，因其众破昔剌寨，移攻孟通。"
91. ↑  明史·卷三百十四·云南土司传二，8117页，麓川平缅条："右参将冉保从东路攻细甸、湾甸水寨，入镇康，趋孟定。"
92. ↑  明史·卷三百十四·云南土司传二，8117页，麓川平缅条："骥与贵由中路至上江，会腾冲。"
93. ↑  读史方舆纪要·卷一百十八，腾越州，5195页："夹象石。在州东龙川江东岸，渡江而西即高黎共山麓也。……八年自夹象石、下江径抵上江贼巢，而大军亦自夹象石、下江通高黎共山道至腾冲云。"
94. ↑  明史纪事本末·卷三十·麓川之役，456页："内官曹吉祥、副总兵刘聚等自下江、夹象石合攻，径抵上江。"
95. ↑  明史·卷三百十四·云南土司传二，8117页，麓川平缅条："至期，合攻之。贼拒守严，铳弩飞石，交下如雨。次日，乘风焚其栅，火竟夜不息。官军力战，拔上江寨，斩刀放戛父子，擒刀孟项，前后斩馘五万余，以捷闻。"
96. ↑  明史·卷一百七十一·列传第五十九，4557页，王骥传："是年十一月，与贵以二万人趋上江，围其寨，五日不下。会大风，纵火焚栅，拔之，斩首五万余级。"
97. ↑  明史纪事本末·卷三十·麓川之役，456页："贼千馀犹迎战，官军奋长戈蹴之，贼将刁放戛父子俱没，刁招汉阖家自焚，生擒刁门项，先后斩五万级。"
98. ↑  明史·卷一百七十一·列传第五十九，4557页，王骥传："进自夹象石，渡下江，通高黎贡山道。闰月至腾冲，长驱抵杉木笼山。"
99. ↑  明史·卷三百十四·云南土司传二，8117页，麓川平缅条："至腾冲，留都督李安领兵提备。骥由南甸至罗卜思庄，前军抵杉木笼。"
100. ↑  明史纪事本末·卷三十·麓川之役，456页："王骥等取道南甸，至罗卜思庄，令指挥江洪等以八千人抵木笼山。"
101. ↑  明英宗实录·八八卷，1774页，正统七年正月己丑条："贼首思任发令陶孟靠者罕心等率其众二万馀据高山中立硬寨左右山颠连环为七营首尾相应"
102. ↑  明英宗实录·八八卷，1774页，正统七年正月己丑条："左参将宫聚右副总兵刘聚分左右冀攀缘山岭林木而上攻之不下臣等遂同内官萧保由中路进左右翼亦贾勇夹击贼遂溃杀靠者罕心等斩首数百馀级馀贼遁归巢穴"
103. ↑  方国瑜（1987），1216页
104. ↑  明史·卷三百十四·云南土司传二，8118页，麓川平缅条："军进马鞍山，捣贼寨。寨两面拒江壁立，周回三十里皆立栅开堑，军不可进，而贼从间道潜师出马鞍山后。"
105. ↑  明英宗实录·八八卷，1774页，正统七年正月己丑条："乘胜进戛赖陇把至马安山军势大振"
106. ↑  明史·卷三百十四·云南土司传二，8118页，麓川平缅条："骥戒中军毋动，命指挥方瑛率精骑六千突入贼寨，斩首数百级，复诱败其象阵。"
107. ↑  明英宗实录·八八卷，1774页，正统七年正月己丑条："十二月初直捣贼巢"
108. 1 2  江应樑（1983），254页
109. ↑  明史纪事本末·卷三十·麓川之役，457页："山周三十里，栅坚堑广，其东南依江壁立。"
110. 1 2  滇云历年传·卷七，302页："时，贼列为象阵，众尚十余万。骥等追至，五日未决胜负。负因风纵火，破之。贼势窘迫，投水火及死于锋镝者八万余。"
111. ↑  明史纪事本末·卷三十·麓川之役，457页："以三千人探之，贼象阵伏泥沟突起，败之。"
112. ↑  明史纪事本末·卷三十·麓川之役，457页："贼又自永毛摩尼寨至马鞍山，伺我后。令都指挥方瑛以六千人攻拔之。"
113. ↑  明英宗实录·八八卷，1775页，正统七年正月己丑条："未几贼驱象八十馀复来冲阵我军徉却寻整队力战败之"
114. ↑  谭其骧（1982），78页
115. ↑  方国瑜（1987），1210页
116. ↑  明英宗实录·八八卷，1775页，正统七年正月己丑条："而原委右参将冉保勋卫陈仪报云已从东路会合木邦人马招徕夷民一十二寨降孟通贼首刀门颠"
117. ↑  明英宗实录·八八卷，1775页，正统七年正月己丑条："元江府同知杜凯等亦报率车里大候夷兵五万招降孟琏长官司亦保等寨攻破乌木弄戛邦等寨斩首二千三百九十馀级"
118. ↑  明英宗实录·八八卷，1775页，正统七年正月己丑条："差人守把西峨渡以阻贼奔窜之路就通木邦信息俱刻期至麓川策应"
119. ↑  明英宗实录·八八卷，1775页，正统七年正月己丑条："臣等于是添造攻具画图分定地方期以环围齐攻且遣人赍榜招谕贼誓以死守拒而不纳"
120. ↑  明英宗实录·八八卷，1775页，正统七年正月己丑条："遂令贵攻西中门臣骥攻西北门都指挥李信内官吉祥攻西南门宫聚攻西南江上二门萧保刘聚攻东北门冉保攻东北出象门分遣少卿李蕡郎中侯璡等往来督战"
121. ↑  明史·卷一百七十一·列传第五十九，4557页，王骥传："骥乃督诸将环攻其七门，积薪纵火。风大作，贼焚死无算，溺江死者数万人。"
122. ↑  明英宗实录·八八卷，1775页，正统七年正月己丑条："且令军士广积薪草会西风大作随风举火烟焰涨天死者不计其数房舍库藏皆为煨烬"
123. ↑  明英宗实录·八八卷，1776页，正统七年正月己丑条："明日获思任发从者诘之云贼父子三人挈妻孥七人象马数十从间道渡江往遁孟養等处"
124. ↑  明史·卷三百十四·云南土司传二，8118页，麓川平缅条："搜获原给虎符、金牌、信符、宣慰司印及所掠腾冲千户等印三十二。"
125. ↑  尤中（1987），61页
126. ↑  明英宗实录·八八卷，1776页，正统七年正月己丑条："于是月十五日班师"
127. ↑  明英宗实录·八九卷，1797页，正统七年二月甲寅条："总督云南军务兵部尚书兼大理寺卿王骥等劾奏左副总兵都督同知李安统兵防护潞江粮道不遵纪律乃听千户萧亮等要功轻举为贼所败杀死官军一千八百馀人乞逮至京师明正其罪"
128. ↑  明通鉴·纪二十三，667页："是役也，惟副总兵李安驻潞江护饷，闻贵等大破贼，自耻无功，乃率兵追击余贼于高黎贡山，败绩，都指挥赵斌等战没，亡士卒千余人，诏逮安下狱。"
129. 1 2  龚荫（1988），170页
130. ↑  明史·卷三百十四·云南土司传二，8118页，麓川平缅条："时任发败走孟蒙，复为木邦宣慰所击，追过金沙江，走孟广。"
131. ↑  明英宗实录·九十卷，1819页，正统七年三月戊寅条："总督云南军务兵部尚书兼大理寺卿王骥等奏得木邦宣慰罕盖法报遣陶孟刀垠送领兵攻麓川贼板罕贡章等寨破之追至孟蒙获其女奴七人象十三只而思任发父子过金沙江走孟广刀垠送驻兵麓川"
132. ↑  明史·卷三百十四·云南土司传二，8118页，麓川平缅条："缅甸宣慰卜剌当亦起兵攻之。"
133. ↑  明史·卷三百十四·云南土司传二，8118页，麓川平缅条："帝命木邦、缅甸能效命擒任发献者，即以麓川地与之。"
134. ↑  Taw Sein Ko（1899），37-38页
135. 1 2  明英宗实录·一百一卷，2039页，正统八年二月丙申条："敕总督云南军务兵部尚书靖远伯王骥曰得奏缅甸宣慰使卜剌浪等报称擒获贼首思任发尔等已遣人谕令觧京具见用心及览进到缅书彼切切以麓川地方为言盖论功行赏国家成宪如彼能擒思任发觧京恩赏之施必不吝惜尔等即将附近彼处土地人民计议奏来处置"
136. 1 2  明英宗实录·一百四卷，2105-2106页，正统八年五月己巳条："复命定西侯蒋贵充总兵官都督冉保毛福寿充参将兵部尚书靖远伯王骥总督军务调云南湖广四川贵州官军土兵五万听其节制征麓川先是骥奏数遣人往缅甸索贼首思任发不报盖彼以此贼为饵要求土地而贼子思机发复据麓川侵扰臣欲大举前进缘山高路险粮糗有限不能持久况蛮夷谲诈或诱我深入恐为所侮乞敕廷臣会议进止之方章下诸大臣议佥谓军机万变难以遥度请再命贵等往同骥相机筹画庶出万全故有是命"
137. ↑  明英宗实录·一百四卷，2110页，正统八年五月甲戌条："麓川叛寇思任发窜身逃命苟延残喘为尔缅甸所得尔尝奏报欲送与总兵官解京及总兵官屡令人接取尔乃云必俟擒杀其子思机发等分拨与地方然后送来"
138. 1 2  明英宗实录·九三卷，1881页，正统七年六月甲辰条："云南总兵官右都督沐昂奏芒市陶孟刀放革遣人来诉与叛寇思任发有雠今思任发已远遁其思机法兄弟三人来居麓川者蓝地方愿擒之以献"
139. ↑  明史·卷三百十四·云南土司传二，8118页，麓川平缅条："其子思机发穷困，乞来朝谢罪，先遣其弟招赛入贡，帝命遣还云南安置。"
140. 1 2  明英宗实录·一百卷，2016页，正统八年正月庚午条："兵部尚书徐晞等言麓川贼思机发今虽遣其弟招赛等朝贡谢罪然又令其党涓孟车等来攻芒市为官军所败从金沙江遁去乍降乍叛谲诈难测宜令锦衣卫收系招赛等以俟其平"
141. ↑  明英宗实录·一百四卷，2109页，正统八年五月甲戌条："总兵官定西侯蒋贵陛辞命佩平蛮将军印赐敕曰兹以麓川叛寇思任发窜伏缅甸其子思机发复据麓川侵扰特命尔再率师征剿……又敕曰缅甸得思任发已久如拒执不遣就令木邦等处夷兵剿之缅甸地方与有功者"
142. ↑  明英宗实录·一百四卷，2110页，正统八年五月甲戌条："敕谕缅甸宣慰使司宣慰使莽德剌头目人等曰……尔等即广起夷兵躬亲统领将思任发交付官军解京仍协助官军剿杀思机发等庶见忠顺朝廷之心尔所得地方悉令尚书总兵官拨与尔管属朝廷岂肯失信"
143. 1 2  龚荫（1988），171页
144. ↑  明英宗实录·一百四卷，2110页，正统八年五月甲戌条："复谕木邦军民宣慰使司土官宣慰使罕盖法孟养宣慰使司大小头目人等思任发被缅甸拘收阿瓦城不即解京其子思机发招集馀孽复据麓川此贼素与尔为敌今不绝去终贻后患敕至尔即起集夷兵至贡章与官军约进追逼缅甸将思任发解来及剿捕思机发兄弟务使凶恶殄除良善永安尔等果能奋忠贾勇协助官军成功所得地方即分拨与尔管属"
145. ↑  明英宗实录·一百六卷，2156页，正统八年七月壬申条："云南总督军务兵部尚书靖远伯王骥奏叛寇思机发自孟养复回麓川寓书金齿以表纳款之意"
146. ↑  明英宗实录·一百九卷，2201页，正统八年十月丙戌条："云南总督军务兵部尚书靖远伯王骥等奏麓川贼子思机发遣头目刀笼肘等偕其子哀准至金齿告降臣等议遣其徒回谕思机发以安其心毋致逃逸次第发遣官军待霜降后进抵贼巢"
147. ↑  明史·卷三百十五·云南土司传三，8131页，缅甸条："是时，大师已集腾冲，缅使致书，期以今冬送思任发至贡章交付。"
148. ↑  明英宗实录·一百七卷，2172页，正统八年八月丁酉条："云南总督军务兵部尚书靖远伯王骥等奏缅甸宣慰使卜剌浪马哈省以速剌遣人致书言已获麓川贼首思任发期以今冬约会木邦人马送至贡章地面交与官军"
149. 1 2 3  缅甸始末，630-631页："骥遣使谕缅甸酋卜剌浪送思任父子，卜剌浪不遣，骥乃进兵。缅甸使来索金币、土地，欲以重臣往取任，骥难之，于是郭登请行，由金沙入缅，不十日至其国。卜剌浪来会，颇骄蹇，登折之。缅气阻，乃以董雅扣头听命，卜剌浪见登亦稽首。十二月，登至自缅国，其国相缅剌扎（编者按：《滇云历年传》作莽剌扎，条目正文从之）以思任载登楼船来献。时有疾登功者，乃议留登守沙坝，剌扎至贡章，不见登，迟疑不献。"
150. ↑  明史·卷一百七十一·列传第五十九，4558页，王骥传："缅人阳听命，持两端。"
151. ↑  明史·卷三百十五·云南土司传三，8131页，缅甸条："骥与克期，遣指挥李仪等率精骑通南牙山路，抵贡章，受献，而缅人送思任发者竟不至。"
152. ↑  缅甸始末，631页："骥谓贵曰：“此绐我过江，则绝我归路也。”裨将李仪，自诧知天文，以为荧惑犯舆鬼，缅可伐，欲以赏致缅。"
153. ↑  明史·卷三百十四·云南土司传二，8118页，麓川平缅条："骥至腾冲，与蒋贵、沐昂分五营进，缅人亦聚众待。"
154. ↑  明史·卷三百十五·云南土司传三，8131页，缅甸条："九年，骥驻师江上，缅人亦严兵为备，遣人往来江中，觇官军虚实。"
155. ↑  明史·卷三百十四·云南土司传二，8118页，麓川平缅条："骥欲乘大师攻之，见其众盛，未易拔，又恐多一麓川敌，乃宣言犒师，而命贵潜焚其舟数百艘，进师薄之。"
156. 1 2  明史纪事本末·卷三十·麓川之役，457页："木邦宣慰使统兵万馀，驻于蛮江浒，觇我军容。骥责以忠义，赐牛酒，遂感悦效死。"
157. ↑  明史纪事本末·卷三十·麓川之役，457页："缅人拥众大至，蒋贵率兵蔽江而下，焚其舟数百艘，大战一昼夜，贼溃，思任发复遁去，俘其妻子，班师。"
158. ↑  缅甸始末，631页："焚其舟，大战一昼夜，我师败绩。剌扎竟持思任去。"
159. ↑  缅甸始末，631页："贵子雄追之，复败，自刎，余众陷于江。"
160. ↑  明史·卷一五五·列传第四十三，4259页，蒋贵传："八年夏，复佩平蛮将军印，与王骥讨思任发子思机发，攻破其寨。明年，师还，赏赉甚渥，加岁禄五百石。是役也，贵子雄乘敌败，帅三十人深入。敌扼其后，自刎沈于江。赠怀远将军、彭城卫指挥使。"
161. ↑  明英宗实录·七一卷，1380页，正统五年九月乙卯条："八百大甸军民宣慰使司等司土官宣慰使刀招散头目刀三板浩等奏递年进贡象马方物金银器皿等物"
162. ↑  明英宗实录·一一三卷，2284页，正统九年二月丙午条："今缅人既得思任发实欲官军东剿思机发以麓川地方与木邦西剿贼子招散以孟养戛里地方与缅甸才肯擒送思任发若二贼子未剿祸根犹在恐其复雠终不肯送"
163. ↑  明英宗实录·一一三卷，2284页，正统九年二月丙午条："臣等因此直捣贼巢杀败贼众焚其船栅擒思机发妻孥家属并头目从贼九十馀人象十一只惟思任发思机发未获然其亲族离散衣食不给地方悉属他人不投沟壑而亡必遭执缚而献"
164. ↑  滇云历年传·卷七，305页："是役也，但招芒市、干崖等三十余寨，及东路兵克孟平诸寨，而思任子思机潜窜，仅获其象马、妻子而已，骥还，仍以捷闻。"
165. ↑  明英宗实录·一二一卷，2439页，正统九年九月己亥条："立云南陇川宣抚司以麓川头目恭项为宣抚使时麓川既平恭项请除授官吏总兵官左都督沐昂佥都御史程富等议奏恭项首先归顺屡效劳力乞量授官职于麓川故地开设衙门"
166. ↑  明英宗实录·一三一卷，2610页，正统十年七月庚寅条："又奏陇川宣抚恭项言思机发馀党陶孟刀怕囊刀木力等劫其印信财物刀木力又言恭项自失印信我等差人与之挨寻未获"
167. ↑  明英宗实录·一三一卷，2614页，正统十年七月戊戌条："参赞云南军务右侍郎杨宁奏芒市土官放革会木邦军杀思机发残党刀怕囊等斩首五百馀级"
168. ↑  明英宗实录·一三一卷，2609-2610页，正统十年七月庚寅条："云南总兵官都督沐昂等奏缅甸宣慰使男卜剌浪马哈省以速剌写木叶文书约以十月终送贼首思任发到贡章地方就付金银铁刻三个为信要求管木邦眇顙地方"
169. ↑  明英宗实录·一四五卷，2856页，正统十一年九月庚辰条："兵部奏云南木邦宣慰罕盖法先将金帛及割地与缅甸宣慰卜剌浪马哈省以速剌易反贼思任发"
170. ↑  缅甸始末，631页："十年，侍郎杨宁、侯琎遣使，许以孟养之地易思任。卜剌浪喜，乃献思任首级并妻子败徒板蹇等至军门。骥以卜剌浪长子银起莽为宣抚，而思任二子思机、思卜皆遁居孟养。"
171. ↑  滇云历年传·卷七，307页："先是，敕缅卜剌浪并众头目，令解献思任，重加升赏。不至。洎杨宁为巡抚，使人许赏以孟养遗地易思任。卜剌浪且惧且喜，顿首承命。时，刀玉宾已故绝，遂割思任所有孟养地以畀之。卜剌浪以其长子银起莽居之，方函思任首级并妻子、贼徒扳蹇等解送军前……而其时思任二子思机、思卜尚潜居孟养，起莽亦不能有其地也。"
172. ↑  琉璃宫史，483页
173. 1 2  明英宗实录·一三六卷，2704-2705页，正统十年十二月丙辰条："云南千户王政诛麓川贼思任发于缅甸先是总兵官黔国公沐斌等遣政赍敕币谕赉缅甸宣慰男卜剌浪马哈省以速剌索思任发卜剌浪马哈省以速剌犹豫不即遣适昼晦二日术者曰天兵至矣卜剌浪马哈省以速剌惧于是发思任发及其妻孥部属三十二人付政时思任发不食已数日政虑其即死遂戮于市函首及俘驰献京师"
174. ↑  明史·卷三百十五·云南土司传三，8131页，缅甸条："未几，以速剌奏求孟养、戛里地，且请大军亟灭思任发之子思机发兄弟，而己出兵为助。帝谕以机发可不战擒，宜即灭贼以求分地，弗为他人得也。"
175. 1 2  刀保尧（2005），158页
176. ↑  明史·卷三百十四·云南土司传二，8121页，麓川平缅条："正统十一年，木邦宣慰罕盖发来求麓川故地。有司以已设陇川宣抚司，建官分管，以孟止地予之，报可。"
177. ↑  明史·卷三百十四·云南土司传二，8119页，麓川平缅条："时思机发窃据孟养，负固不服，自如也。"
178. ↑  明史·卷三百十四·云南土司传二，8119页，麓川平缅条："其子机发屡乞降，遣头目刀孟永等修朝贡，献金银。言蒙朝廷调兵征讨，无地逃死，乞贷余生，词甚哀。"
179. ↑  明史·卷三百十四·云南土司传二，8119页，麓川平缅条："帝命受其贡，因敕总兵官沐斌及参赞军务侍郎杨宁等，以朝廷既贷思机发以不死，经画善后长策以闻，并赐敕谕思机发。"
180. ↑  明史·卷一百七十一·列传第五十九，4557页，王骥传："振意终未慊，要思机发躬入朝谢。"
181. ↑  明英宗实录·一五二卷，2976页，正统十二年四月己亥条："云南总兵官黔国公沐斌奏臣遣千户明庸招谕贼子思机发思机发以其所遣弟招赛及男哀准不回心怀疑惧终不肯出"
182. ↑  明英宗实录·一五四卷，3016页，正统十二年五月乙卯条："命思机发弟招赛为头目给月粮房屋隶锦衣卫其从人俱令驯象所供役初思机法遣招赛诣阙谢罪上命居于云南至是其党涓孟车等复聚夷人作乱被官军杀败思机发亦逃窜莫知所之取招赛来京冀以招徕机发也"
183. ↑  明史·卷三百十四·云南土司传二，8119页，麓川平缅条："近缅甸以机发掠其牛马、金银，欲进兵攻取。"
184. ↑  明史·卷一百七十一·列传第五十九，4557页，王骥传："谕孟养执之以献，亦不听命。于是振怒，欲尽灭其种类。"
185. ↑  明史·卷三百十四·云南土司传二，8119页，麓川平缅条："臣等议遣人分谕木邦、缅甸诸宣慰司，令集蛮兵，克期过江，分道讨机发。臣等率官军万人驻腾冲，以助其势。贼四面受敌，必成擒矣。从之。"
186. ↑  明史·卷三百十五·云南土司传三，8151页，孟养条："帝以孟养宣慰头目刀变蛮等匿机发，敕数其罪，曰：“孟养乃朝廷开设，尔刀变蛮等敢违朝命，一可伐。思机发系贼子，故纵不捕，二可伐……”"
187. ↑  明史·卷三百十四·云南土司传二，8119页，麓川平缅条："帝既命云南出兵剿机发，及沐斌等至腾冲，督诸军追捕，机发终不出，潜匿孟养，遣其徒来贡。"
188. ↑  明英宗实录·一六三卷，3170-3171页，正统十三年二月己卯条："云南总兵官黔国公沐晟等奏贼子思机发弃巢逃命潜住孟养荷蒙 圣恩屡降玺书令其亲身朝见宥以不死思机发疑惧不出累遣官调兵到金沙江贡章驻札就彼缅船造桥刻期过江攻取而缅蛮与贼交构心怀谲诈逗遛不进以致春气瘴发江水漫阔船只不敷不能过江况粮道继难以久驻除将官军夷兵放回候今秋再调攻取缘云南军士数少实难措置"
189. ↑  滇考·上卷，44页，靖远伯三征麓川条："降敕赦思机等罪，令其来朝。不至，更命黔国公沐斌、侍郎侯琎调缅甸、木邦兵讨之，至金沙江，遣人招谕，机疑惧，不肯来，缅、木兵亦不肯渡江，遂引还。"
190. ↑  明史·卷三百十四·云南土司传二，8119页，麓川平缅条："斌以春瘴作，江涨不可渡，粮亦乏，引兵还。"
191. ↑  明史纪事本末·卷三十·麓川之役，458页："复命靖远伯王骥提督军务，都督宫聚为总兵，张𫐄、田礼为左右副总兵，方瑛、张锐为左右参将，率南京、云南、湖广、四川、贵州土汉军十三万讨之。……命户部右侍郎焦宏督饷云南。"
192. ↑  明英宗实录·一六四卷，3181-3182页，正统十三年三月壬寅条："命兵部尚书靖远伯王骥总督军务都督同知宫聚佩平蛮将军印充总兵官都督佥事张𫐄充左副总兵田礼充右副总兵方瑛充左参将贵州都指挥同知张锐充右参将统率南京直隶及云南湖广四川贵州官军土军征剿思机发"
193. ↑  明史·卷三百十四·云南土司传二，8119页，麓川平缅条："帝密谕骥曰：“万一思机发远遁，则先擒刀变蛮，平其巢穴。或遁入缅地，缅人党蔽，亦相机擒之。庶蛮众知惧，大军不为徒出。”"
194. ↑  明史·卷三百十四·云南土司传二，8120页，麓川平缅条："又敕谕木邦、缅甸、南甸、干崖、陇川等宣慰司罕盖发等，各整兵备船，积粮以俟调度。"
195. ↑  方国瑜（1987），1215页
196. ↑  明英宗实录·一七五卷，3372页，正统十四年二月乙巳条："总督云南军务兵部尚书靖远伯王骥总兵官都督同知宫聚奏同左右副总兵都督佥事张軏田礼左右参将都督佥事方瑛指挥同知张锐侍郎侯璡等自腾冲整肃师旅由干崖造舟至南牙山舍舟陆行抵沙坝复造舟至金沙江达岭并哈罕二渡口"
197. ↑  明史·卷三百十四·云南土司传二，8120页，麓川平缅条："机发于西岸埋栅拒守。"
198. ↑  龚荫（1988），174页
199. ↑  明史·卷三百十四·云南土司传二，8120页，麓川平缅条："机发于西岸埋栅拒守。大军顺流下至管屯，适木邦、缅甸两宣慰兵十余万亦列于沿江两岸，缅甸备舟二百余为浮梁济师，并力攻破其栅寨，得积谷四十万余石。"
200. ↑  明史·卷三百十四·云南土司传二，8120页，麓川平缅条："贼领众至鬼哭山，筑大寨于两峰上，筑二寨为两翼，又筑七小寨，绵亘百馀里。"
201. ↑  明史纪事本末·卷三十·麓川之役，458页："贼敛众据鬼哭山及芒崖山等寨，皆攻拔之，斩获无算。"
202. ↑  明英宗实录·一七五卷，3373页，正统十四年二月乙巳条："臣等分兵夹攻先破左寨木石如雷铳箭如雨须臾南风大作促薪纵火烈焰烛天将士乘势奋勇蛮贼喊叫逃命一时各寨俱破斩杀及坠崖死者不可胜数惟贼子思机发思卜发遁去"
203. ↑  明史纪事本末·卷三十·麓川之役，458页："贵州都指挥使洛宣、九谿卫指挥使翟亨皆战死。"
204. ↑  滇史·卷十一，313页："西海辨：……滇之极西，百夷之外，有大海通西南岛夷，即西海也；宜于云南城望祀之。沐璘为都督，曾至其地，有诗云：“蛇首楼船十丈长，船头绕鼓乐笙簧。篙师百橹齐摇去，阿瓦城池水似汤。”即西海也。"
205. ↑  明史·卷三百十四·云南土司传二，8120页，麓川平缅条："时王师逾孟养至孟那。孟养在金沙江西，去麓川千馀里，诸部皆震詟曰：“自古，汉人无渡金沙江者，今王师至此，真天威也。”"
206. ↑  明史·卷一百七十一·列传第五十九，4558页，王骥传："是时，官军逾孟养。至孟𨚗海。地在金沙江西，去麓川千里，自古兵力所不至，诸蛮见大军皆震怖。"
207. ↑  明史·卷三百十四·云南土司传二，8120页，麓川平缅条："骥还兵，其部众复拥任发少子思禄据孟养地为乱。"
208. ↑  明史·卷三百十四·云南土司传二，8120页，麓川平缅条："骥等虑师老，度贼不可灭，乃与思禄约，许土目得部勒诸蛮，居孟养如故，立石金沙江为界，誓曰“石烂江枯，尔乃得渡”。"
209. ↑  明史·卷三百十四·云南土司传二，8120页，麓川平缅条："思禄亦惧，听命，乃班师。"
210. ↑  明史·卷三百十五·云南土司传三，8152页，孟养条："及兵出穷征，机发卒遁去，不可得。于是乃以孟养地给缅甸宣慰马哈省管治，命捕思机发。时正统十四年也。"
211. ↑  明史·卷三百十四·云南土司传二，8120页，麓川平缅条："景泰元年，云南总兵官沐璘奏：“缅甸宣慰已擒获思机发，又将思卜发放归孟养，恐缅人复挟为奇货，不若缓之，听其自献便。”"
212. ↑  明史·卷三百十五·云南土司传三，8146页，木邦条："景泰元年，罕盖法奏乞陇川界者阑景线地，未服，盖法子罕落法辄发兵据之。陇川宣抚刀歪孟诉于总兵官沐璘。璘遣使谕归之，而与以底麻之地。"
213. ↑  尤中（1987），129页
214. ↑  明史·卷三百十五·云南土司传三，8152页，孟养条："景泰二年，任发之子思卜发遣使来贡，求管孟养旧地。廷臣议，孟养地已与缅甸，岂可移易。时朝命虽不许，然卜发已潜据之，即缅甸不能夺也。卜发死，子思洪发嗣，自天顺、成化，每朝贡辄署孟养地名，俨然自有其地矣。"
215. ↑  明史·卷三百十四·云南土司传二，8120页，麓川平缅条："五年，缅人索旧地，左参将胡志等谕以银戛等处地方与之，乃送思机发及其妻孥六人至金沙江村，志等槛送京师。南宁伯毛福寿以闻，乃诛思机发于京师。"
216. ↑  明英宗实录·二四二卷，5267页，景泰五年六月辛卯条："敕缅甸宣慰使卜剌浪马哈省以速剌等近云南总兵等官奏称尔调大军同往剿孟養思卜发此固尔之忠诚但思机发首恶近已擒获其思卜发今复远遁是有悔过之意不必穷讨以示至仁敕至尔等宜益动忠诚戒约部属保守边方毋或妄动包取不靖"
217. ↑  明史·卷三百十四·云南土司传二，8120页，麓川平缅条："七年，任发子思卜发奏：“臣父兄犯法，时臣幼无知。今不敢如父兄所为，甚畏朝廷法，谨备差发银五百两、象三、马六及方物等，遣使人入贡，惟天皇帝主哀怜。”因赐敕戒谕，并赉思卜发与妻锦币及其使钞币有差。"
218. ↑  明史·卷三百十四·云南土司传二，8121页，麓川平缅条："成化元年，总兵官沐瓒等以思任发之孙思命发至京师，乃逆贼遗孽，不可留，请发沿海登州卫安置，月给米二石，从之。麓川亡。"
219. ↑  明史·卷三百十五·云南土司传三，8132页，缅甸条："然缅地邻孟养，而孟养以缅先执思任发，故怨缅。嘉靖初，孟养酋思陆子思伦纠木邦及孟密，击破缅，杀宣慰莽纪岁并其妻子，分据其地。缅诉于朝，不报。六年始命永昌知府严时泰、卫指挥王训往勘。思伦夜纵兵鼓噪，焚驿舍，杀赍金牌千户曹义，时泰仓皇遁，乃别立土舍莽卜信守之而去。"
220. ↑  缅甸始末，631页："七年，缅甸以杀掠占据情赴阙，上命镇巡遣官往勘。乃以永昌知府严时泰、卫指挥王训往，诸夷不听。"
221. ↑  明史·卷三百十五·云南土司传三，8132页，缅甸条："值安凤之乱，不暇究其事。"
222. ↑  明史·卷三百十五·云南土司传三，8133页，缅甸条："莽纪岁有子瑞体，少奔匿洞吾母家，其酋养为己子。"
223. ↑  尤中（1987），133页
224. ↑  明史·卷三百十五·云南土司传三，8155页，孟养条："万历五年，云南巡按陈文燧言，孟养思个与缅世仇，今更归顺于缅。因引弘治朝先臣刘健尝议孟养事状，谓思陆有官犹可制，即无官，其僭自若也，不如因而官之以抗缅。报可。十一年，缅为游击刘𬘩所败，孟养思威亦杀缅使降于𬘩。十三年，陇川平，乃于孟养立长官司。"
225. ↑  明史·卷三百十五·云南土司传三，8155页，孟养条："三十二年，缅攻入迤西，轰走死，缅以头目思华守其地。"
226. ↑  何耀华（2011），131页
227. ↑  杨兆钧（1994），63页
228. ↑  陆韧（2005），73页
229. ↑  百川（1986），60页
230. ↑  郑镇峰（1963），34页
231. 1 2  何耀华（2011），132页
232. 1 2  刘祥学（1997），88页
233. 1 2  刘祥学（1997），89页
234. ↑  明史·卷一百六十二·列传第五十，4407页，陈鉴传："时麓川酋思任发子思机发遁孟养，屡上书求宥罪通贡。不许。复大举远征，兵连不解。云、贵军民疲敝。苗乘机煽动，闽、浙间盗贼大起。"
235. ↑  滇考·上卷，44页，靖远伯三征麓川条："十四年二月，敕召骥还，至贵州，值诸蛮倡乱，道塞不通，人皆留骥为通道，骥曰“吾征麓川，非奉命杀苗也。”去之，卒为苗寇所截，宫聚败殁，诏骥代总，聚兵还京，调侯琎提督贵州军务。"
236. ↑  方国瑜（1998），616页
237. ↑  尤中（1987），56页
238. ↑  江应樑（1983），260页
239. ↑  尤中（1987），131-134页
240. ↑  罗东阳（2014），102页
241. ↑  百川（1986），59页
242. 1 2  陆韧（2010），8-10页
243. ↑  明通鉴·纪二十四，697页："骥三征麓川，卒不能得叛首，一时议者谓其党振邀功，老师糜饷，遂以一隅骚动天下。"
244. ↑  明史·卷一百七十一·列传第五十九，4559页，王骥传："骥凡三征麓川，卒不得思机发。议者咎骥等老师费财，以一隅骚动天下。"
245. ↑  万揆一（1985），72页
246. ↑  明史·卷一百七十一·列传第五十九，4559页，王骥传："而会川卫训导詹英抗疏劾之，大略谓：“骥等多役民夫，舁彩缯，散诸土司以邀厚利。擅用腐刑，诡言进御，实充私役。师行无纪，十五万人一日起行，互相蹂践。每军负米六斗，跋陟山谷，自缢者多。抵金沙江，彷徨不敢渡；既渡不敢攻；攻而失都指挥路〔洛〕宣、翟亨等。俟贼解，多捕鱼户为俘。以地分木邦、缅甸，掩败为功。此何异李宓之败，而杨国忠以捷闻也。”"
247. ↑  鸿猷录·第九卷，215页，麓川之役条："论曰：麓川之役，所谓轻病而重疗也。遐僻小夷，称乱戕杀。从欲问罪，付之晟自处足办矣。乃至廷议遣将，节制不专，而致潞江之败。既败，则晟为罪魁，释不问足矣，而追封王爵何为哉？虽不忘安南之功，然不可叙于征麓川之日也。举措何大谬邪！王骥倾国家之力，集数镇之兵，而先后十年之久，卒不能歼殄渠魁。竟纵姑息，得免于罪，幸也，何至裂茅土哉？向使如刘球言，移此力经略西北，己巳之变，必有以御之者。穷疥癣之爬搔，而耗腹心之元气，安得不败乎！呜呼！王振之专，固末如之何已。骥称一代名臣，而亦恬然为之，故报国当如是哉？"
248. ↑  Wang Gungwu（1998），326页
249. ↑  赵毅（1993），61-62页
250. ↑  明史纪事本末·卷三十·麓川之役，460页："蒋贵、王骥，初下麓川，三路分进，斩首三千，思任窜缅，仅以身遁，再攻平缅，五营并进，焚其援舟。思任父子，又窜孟养，然而缅人内惧，传首京师，勒石金沙，誓臣石烂，此亦勋著燕然，功高铜柱，岂仅唐蒙夜郎，相如卭笮者乎？然史称其起兵十五万，转饷半天下，冒躐五等，横被冕玉。嗟乎！陈汤贪黩，曹翰凶残，武臣之故态，而屯守之说不行，飞挽之繁不给，此则其智逊金城，而功比贰师者已。"
251. ↑  弇山堂别集·卷二十三，418-419页："李文达有经世之才，其所持论麓川事甚正，但公生当其时，而所记有不能无抵牾者……又云，麓川不如中国一大县，纵得其地，于人何益。而军需所费万万不可计，兵连祸结，以有今日。此又大谬也。高皇帝命颍川侯以三十万众下云南大理，而文皇帝复命新城侯以八十万众下交趾。以故诸土夷环云南二广以十百计，咸惕息而不敢动。迨宣德初，柳升王通再败黎利而捐交趾益之。中国自是轻矣。麓川之所以骜肆，为弃交趾也。若再败于麓川而竟不诛，则土官之弱者，不二十年而为强者有矣。强者不诛而益强，则中国之在西南者亦非我有矣。其所以失，在中国之政不修而骥等之用兵未尽善也。不然，颍川新城之兴师，甚于麓川倍矣，何以不为天下累也。"
252. ↑  南园漫录·卷二，73页，麓夷条："夫振之恶虽不可殚述，然其主麓川一事，于国体，于利害，于忠臣义士之冤，于久远之计，自今观之，殊为有得。不然，则历今七十余年，为中外所坏，不知群夷变乱几番矣，何以能贴然如此？"
253. ↑  国榷·二十五卷，1603页，辛酉正统六年正月甲寅条
254. ↑  国榷·二十七卷，1738页，戊辰正统十三年三月壬寅条："谈迁曰：思任发既诛，其子思机发潜窜孟养，直孤雏尔。召之不至，伺隙乘寡，付之滇阃足矣。复勤王师，万里徂征。惫西南之民力，亵九庙之神威。彼阉振何足责。王襄毅身为大师，旧在行间，宜力陈利害，深为天子详其曲折，当遥制于帷幄之内。乃附和权贵，遽受脤而出，独不念滇民亡辜，脑髓涂地耶。噫。"
255. ↑  Liew Foon Ming（1996），200页
256. ↑  南园漫录·卷七，272页，征麓川条："靖远伯征麓川，初用江西徐节仙，行符术詋思任，用黑犬等物，有识皆笑之。"
257. ↑  明英宗实录·九四卷，1898-1899页，正统七年七月戊寅条："命云南大理府阿叱力僧纲司土僧何清等为本司都纲等官初靖远伯王骥奏徵麓川时何清等在彼结坛行法将思任发及刀招汉父子缚槁为人背书名字枷镣刀箭砍射驱魂在坛昼夜咒魇果有青蛇花雀入坛黄昏神号鬼哭后随大军过江杀贼持旛行法直至贼门呼风止雨佐助火攻有验"
258. ↑  江应樑（1983），256页
259. ↑  方国瑜（2001），552页
260. ↑  新纂云南通志·卷九十六·金石考十六，九页："王骥誓江碑 靖远伯王骥征麓川时制 文曰石烂江枯尔乃得渡 在腾冲县旧管孟养宣慰司地大金沙江边距今英人新设之密只那府治约二十里 光绪庚子之冬为英人所碎 杜文秀乱前腾越有拓片高七尺广四尺正书 李恩周李学诗有诗跋"
261. ↑  高志英（2013），111-112页
262. ↑  王琨楼; 王琳. . 保山日报. 2020-01-13  [2021-02-23]. （原始内容存档于2021-04-09）.